# 1072
Évszázadok: 10. század – 11. század – 12. század
Évtizedek: 1020-as évek – 1030-as évek – 1040-es évek – 1050-es évek – 1060-as évek – 1070-es évek – 1080-as évek – 1090-es évek – 1100-as évek – 1110-es évek – 1120-as évek
Évek: 1067 – 1068 – 1069 – 1070 –  1071 – 1072 – 1073 – 1074 – 1075 – 1076 – 1077

## Események
- január 10. – a normannok elfoglalják a szicíliai Palermót.
- I. Vilmos angol király megtámadja Skóciát.
- Salamon magyar király hadjáratot indít Bizánc ellen. Kiújul az ellentét Salamon és a hercegek között. Salamon IV. Henriktől, a hercegek II. Boleszláv lengyel hercegtől kérnek segítséget.[1]

## Halálozások
- augusztus 4. – III. Rómanosz bizánci császár (* 1032)
- december 15. – Alp Arszlán nagyszeldzsuk szultán (* 1029)